# Джеффрі Лібер
Джеффрі Лібер (англ. Jeffrey Lieber; нар. Еванстон,  Іллінойс, США) — американський сценарист і продюсер. Найбільш відомий як один із творців популярного американського телесеріалу «Загублені».
Канал ABC найняв Лібера написати сценарій для пілотної серії серіалу. Первинний нарис Лібера, пізніше названий Ніде (англ. Nowhere) — реалістична драма, багато в чому заснована на Володарі мух та Ізгої. У міру розвитку проєкту ABC змінив напрямок серіалу, заданий Ліберу, і найняв Абрамса і  Деймона Лінделофа, у яких була повна свобода на власній студії, переписати сценарій.
Арбітражні органи постановили, а Американська гільдія сценаристів наполягла на визнання Лібера одним із творців серіалу. Попри написаний ним сценарій пілота, Джеффрі Лібер більше не брав участі в подальшій долі шоу.